# Алиев, Валерий Гейдарович
Вале́рий Гейда́рович Али́ев (9 февраля 1941, г. Харьков, СССР) российский ученый, инженер, конструктор в области космического машиностроения, в области исследований и разработок, внедрения и использования новейших методов и технологий проектирования, целевого применения и эксплуатации перспективных ракетно-космических комплексов, доктор технических наук (1993). Профессор (1995, проектирование и конструирование летательных аппаратов), действительный член академик Российской академии космонавтики им. Циолковского (1994). Действительный член академик Международной академии Информатизации (1996). Член-корреспондент Международной академии Астронавтики (2015).

## Биография
В 1964 году окончил физико-технический факультет Днепропетровского Госуниверситета по специальности «Летательные аппараты» с базовым образованием «инженер-механик». За время работы в ОКБ-1 РКК «Энергия» с 1965 по 2017 год занимал следующие инженерные и научно-технические должности:
- инженер, старший инженер (1965–1969),
- начальник группы (1969–1973),
- старший научный сотрудник, начальник группы, К.Т.Н. (1975–1992),
- начальник лаборатории, сектора, К.Т.Н. (1975–1992), начальник отдела, Д.Т.Н. (1992–1994),
- заместитель руководителя научно-технического центра, Д.Т.Н. (1994–1995),
- заместитель Генерального конструктора, заместитель Директора программы, руководитель научно-технического центра, Д.Т.Н. (1995–2000),
- заместитель Генерального конструктора, Директор программы, руководитель научно-технического центра, Д.Т.Н. (2000–2010),
- первый вице-президент (по совместительству) международной компании «Energia Logistics Ltd» (США), Д.Т.Н. (2010–2015),
- заместитель генерального конструктора, главный конструктор направления, руководитель научно-технического центра, Д.Т.Н. (2010–2017),
- в середине 2017 года уволился из РКК «Энергия» в связи с выходом на пенсию в должности заместителя Генерального конструктора, Главного конструктора направления, руководителя научно-технического центра, Д.Т.Н.,
- в октябре 2017 года был принят на работу в ООО «С7 КТС» (2017–2019),
- советник-консультант генерального директора ООО «МТКС» (2019–2023).
- в период с 2024–2025 годы работал главным конструктором ракеты-носителя Aspire в проекте создания многоразовой транспортной космической системы Aspire (RSTS Aspire).

Многолетняя научная и производственная деятельность В.Г. Алиева связана с основными выдающимися разработками и достижениями РКК «Энергия» и отрасли, включая личный вклад В.Г. Алиева:
- предложены (1965–1970), экспериментально подтверждены (установка ЭУ-30) и внедрены решения по вопросам тяговой эффективности многодвигательных установок РН лунных комплексов Н-1 и Н-1М;
- разработаны и внедрены (1974–1990) в полном цикле проектирования и отработки крылатого космического корабля «Буран» (система «Энергия-Буран») эксплуатационные требования и условия на стыке задач авиации и космонавтики;[1]
- решены в рамках российско-американских проектов «Мир-Шаттл» и «Мир-НАСА» (1991–1996) вопросы интеграции технических интерфейсов для первых полетов «Шаттл» к орбитальной станции «Мир», что обеспечило успешные полеты «Шаттл» (STS-63, STS-79 и др.) к станции «Мир» по программе РКА. Алиев являлся в это время членом (экспертом) межправительственного (Россия/США) консультативно-экспертного Совета академика В.Ф. Уткина по программам «Мир-Шаттл» и «Мир-НАСА»;
- обеспечено руководство разработкой, непосредственное участие с доведением до опытного образца (1993–1995) уникального проекта Космического энергомодуля с солнечной газотурбинной установкой для замены солнечных батарей космических аппаратов;[2]
- осуществлено техническое руководство на всех этапах разработки, становления и успешной реализации международного проекта ракетно-космического комплекса «Морской старт» (1995–2017). В качестве Технического руководителя, руководителя операций Ракетного сегмента, Директора Миссии обеспечил решение многих научно-технических задач по запускам РН с морской подвижной платформы, обеспечил подготовку в базовом порту (Лонг Бич, США) и выполнение на экваторе в акватории Тихого океана всех реализованных пусков (36 пусков) РКН «Зенит-3SL» по программе «Морской старт»[3][4][5][6][7][8].

## Награды
- Орден Дружбы
- Медаль ордена «За заслуги перед Отечеством» II степени
- Медаль «В память 850-летия Москвы»
- Юбилейная медаль «300 лет Российскому флоту»
- Орден «Профессионал России» Совета Российской геральдической палаты
- Почетное звание «Заслуженный создатель космической техники» Федерации космонавтики России
- Почетный знак III степени за большие заслуги в области космонавтики (№ 126) Российской Академии космонавтики им. Циолковского (РАКЦ)
- Знак Королева за личный творческий вклад в реализацию космических программ госкорпорации Роскосмос
- Знак Губернатора Московской области «За вклад в развитие Московской области»
- Медаль им. С.П. Королева Федерации космонавтики России
- Медаль им. В.П. Глушко Федерации космонавтики России
- Медаль им. В.М. Келдыша Федерации космонавтики России
- Медаль им. К.Д. Циолковского Федерации космонавтики России
- Медаль им. Ю.А. Гагарина Федерации космонавтики России
- Медаль «15 лет первого полета с «Морского Старта» РКК «Энергия»
- Диплом Международной Академии Астронавтики «Лавры за «Морской Старт»